# Triple couronne (rugby à XV)
Pour les articles homonymes, voir Triple couronne.
Au rugby à XV, la Triple couronne est un titre honorifique disputé par les équipes nationales des Îles Britanniques – l'Angleterre, l'Écosse, le Pays de Galles et l'Irlande – dans le cadre du Tournoi des Six Nations.
Si l'une de ces équipes arrive à remporter tous ses matches contre les trois autres, elle remporte la Triple couronne. L'Angleterre est la première à être couronnée dès le premier tournoi britannique en 1882-1883.
La France et l’Italie, participent également au Tournoi des Six Nations, mais elles ne prennent pas part à la conquête de la Triple couronne.

## Le nom
L'origine du nom Triple couronne est floue. Le premier emploi de ce terme remonterait au 12 mars 1894 dans l'introduction du compte rendu de match entre l'Irlande et le pays de Galles publié par The Irish Times.
Ce nom pourrait avoir comme origine la Triple couronne de Jacques VI et Ier qui est le premier Roi à régner sur l'Angleterre, l'Écosse et l'Irlande. Le pays de Galles, à cette époque, faisant partie intégrante de l'Angleterre et n'étant pas considéré comme une entité distincte. Dans la scène I de l'acte IV de Macbeth, Macbeth se réfère au « triple sceptre » du roi Jacques.

## Le trophée
Jusqu'en 2006, aucun trophée n'était remis au vainqueur de la Triple couronne, qui était ainsi parfois appelée la Coupe invisible.
En 1975, un mineur retraité du nom de Dave Marrington travaille au couteau un morceau de charbon provenant de la mine de Haig Colliery située dans le comté de Cumbria pour en faire un surprenant objet. Il représente une couronne reposant sur une rose, un trèfle, un chardon et trois plumes d'autruche (insigne des Princes de Galles). Malgré une campagne réclamant qu'il soit remis aux vainqueurs de la Triple couronne, il est refusé par les trois fédérations concernées. Il est conservé au musée du rugby à Twickenham.
Cependant, en 2006, le principal sponsor de la compétition, la Royal Bank of Scotland, fait réaliser un trophée honorant les vainqueurs de la Triple couronne. La récompense, une assiette d'argent connue sous le nom de Trophée de la Triple couronne, est disputée pour la première fois au cours du Tournoi des Six Nations 2006. Le capitaine de l'équipe d'Irlande, Brian O'Driscoll est le premier à recevoir ce trophée dans le stade de Twickenham le 18 mars à la suite de la victoire (28-24) de son équipe sur l'Angleterre, remportée grâce à un essai de dernière minute de Shane Horgan.

## Palmarès

### Tableau récapitulatif
| Angleterre     | 26 Triples couronnes | Tournoi britannique (5) : 1883, 1884, 1892, 1934, 1937 Tournoi des Cinq Nations (16) : 1913, 1914, 1921, 1923, 1924, 1928, 1954, 1957, 1960, 1980, 1991, 1992, 1995, 1996, 1997, 1998 Tournoi des Six Nations (5) : 2002, 2003, 2014, 2016, 2020 |
| Pays de Galles | 22 Triples couronnes | Tournoi britannique (6) : 1893, 1900, 1902, 1905, 1908, 1909 Tournoi des Cinq Nations (11) : 1911, 1950, 1952, 1965, 1969, 1971, 1976, 1977, 1978, 1979, 1988 Tournoi des Six Nations (5) : 2005, 2008, 2012, 2019, 2021                         |
| Irlande        | 14 Triples couronnes | Tournoi britannique (2) : 1894, 1899 Tournoi des Cinq Nations (4) : 1948, 1949, 1982, 1985 Tournoi des Six Nations (8) : 2004, 2006, 2007, 2009, 2018, 2022, 2023, 2025                                                                          |
| Écosse         | 10 Triples couronnes | Tournoi britannique (7) : 1891, 1895, 1901, 1903, 1907, 1933, 1938 Tournoi des Cinq Nations (3) : 1925, 1984, 1990 |

### Chronologie
Dans le table ci-après, "nd" indique que la Triple couronne n'a pu être décernée à l'issue de l'édition en question.
| Édition du Tournoi | Nation                                    |
| 1882 - 1883        | Angleterre                                |
| 1884               | Angleterre                                |
| 1885               | nd                                        |
| 1886               | nd                                        |
| 1887               | nd                                        |
| 1888               | nd                                        |
| 1889               | nd                                        |
| 1890               | nd                                        |
| 1891               | Écosse                                    |
| 1892               | Angleterre                                |
| 1893               | Pays de Galles                            |
| 1894               | Irlande                                   |
| 1895               | Écosse                                    |
| 1896               | nd                                        |
| 1897               | nd                                        |
| 1898               | nd                                        |
| 1899               | Irlande                                   |
| 1900               | Pays de Galles                            |
| 1901               | Écosse                                    |
| 1902               | Pays de Galles                            |
| 1903               | Écosse                                    |
| 1904               | nd                                        |
| 1905               | Pays de Galles                            |
| 1906               | nd                                        |
| 1907               | Écosse                                    |
| 1908               | Pays de Galles                            |
| 1909               | Pays de Galles                            |
| 1910               | nd                                        |
| 1911               | Pays de Galles                            |
| 1912               | nd                                        |
| 1913               | Angleterre                                |
| 1914               | Angleterre                                |
| 1915 - 1919        | pas de Tournoi (Première Guerre mondiale) |
| 1920               | nd                                        |
| 1921               | Angleterre                                |
| 1922               | nd                                        |
| 1923               | Angleterre                                |
| 1924               | Angleterre                                |
| 1925               | Écosse                                    |
| 1926               | nd                                        |
| 1927               | nd                                        |
| 1928               | Angleterre                                |
| 1929               | nd                                        |
| 1930               | nd                                        |
| 1931               | nd                                        |
| 1932               | nd                                        |
| 1933               | Écosse                                    |
| 1934               | Angleterre                                |
| 1935               | nd                                        |
| 1936               | nd                                        |
| 1937               | Angleterre                                |
| 1938               | Écosse                                    |
| 1939               | nd                                        |
| 1940 - 1946        | pas de Tournoi (Seconde Guerre mondiale)  |
| 1947               | nd                                        |
| 1948               | Irlande                                   |
| 1949               | Irlande                                   |
| 1950               | Pays de Galles                            |
| 1951               | nd                                        |
| 1952               | Pays de Galles                            |
| 1953               | nd                                        |
| 1954               | Angleterre                                |
| 1955               | nd                                        |
| 1956               | nd                                        |
| 1957               | Angleterre                                |
| 1958               | nd                                        |
| 1959               | nd                                        |
| 1960               | Angleterre                                |
| 1961               | nd                                        |
| 1962               | nd                                        |
| 1963               | nd                                        |
| 1964               | nd                                        |
| 1965               | Pays de Galles                            |
| 1966               | nd                                        |
| 1967               | nd                                        |
| 1968               | nd                                        |
| 1969               | Pays de Galles                            |
| 1970               | nd                                        |
| 1971               | Pays de Galles                            |
| 1972               | nd                                        |
| 1973               | nd                                        |
| 1974               | nd                                        |
| 1975               | nd                                        |
| 1976               | Pays de Galles                            |
| 1977               | Pays de Galles                            |
| 1978               | Pays de Galles                            |
| 1979               | Pays de Galles                            |
| 1980               | Angleterre                                |
| 1981               | nd                                        |
| 1982               | Irlande                                   |
| 1983               | nd                                        |
| 1984               | Écosse                                    |
| 1985               | Irlande                                   |
| 1986               | nd                                        |
| 1987               | nd                                        |
| 1988               | Pays de Galles                            |
| 1989               | nd                                        |
| 1990               | Écosse                                    |
| 1991               | Angleterre                                |
| 1992               | Angleterre                                |
| 1993               | nd                                        |
| 1994               | nd                                        |
| 1995               | Angleterre                                |
| 1996               | Angleterre                                |
| 1997               | Angleterre                                |
| 1998               | Angleterre                                |
| 1999               | nd                                        |
| 2000               | nd                                        |
| 2001               | nd                                        |
| 2002               | Angleterre                                |
| 2003               | Angleterre                                |
| 2004               | Irlande                                   |
| 2005               | Pays de Galles                            |
| 2006               | Irlande                                   |
| 2007               | Irlande                                   |
| 2008               | Pays de Galles                            |
| 2009               | Irlande                                   |
| 2010               | nd                                        |
| 2011               | nd                                        |
| 2012               | Pays de Galles                            |
| 2013               | nd                                        |
| 2014               | Angleterre                                |
| 2015               | nd                                        |
| 2016               | Angleterre                                |
| 2017               | nd                                        |
| 2018               | Irlande                                   |
| 2019               | Pays de Galles                            |
| 2020               | Angleterre                                |
| 2021               | Pays de Galles                            |
| 2022               | Irlande                                   |
| 2023               | Irlande                                   |
| 2024               | nd                                        |
| 2025               | Irlande                                   |

Depuis 2006, date depuis laquelle le trophée de la Triple couronne est attribuée par la Royal Bank of Scotland, il est remporté
- cinq fois par l'Irlande (dont ses Grands Chelems de 2009, 2018 et 2023),
- quatre fois par le pays de Galles (dont ses trois Grands Chelems de 2008, 2012 et 2019),
- et trois fois par l'Angleterre (dont son Grand chelem de 2016).